# Kisantu
Kisantu – miasto w Demokratycznej Republice Konga, w prowincji Kongo Środkowe, nad rzeką Inkisi, na południowy zachód od Kinszasy. W 2010 liczyło 77 797 mieszkańców.